# Bongo Girl
Bongo Girl ist das zweite Studioalbum von Nena. Es wurde am 28. September 1992 bei Epic Records veröffentlicht.

## Hintergrund
Nenas zweites Soloalbum nach Wunder gescheh’n wurde erstmals von Nena selbst mit Jürgen Dehmel produziert. Beteiligt als Musiker und an den Kompositionen waren die Nena-Musiker Rolf Brendel und Jürgen Dehmel, außerdem Frank Becking (The Stripes, Riff). Die von „zuversichtlichem Optimismus“ („confident optimism“) geprägten Texte stammen fast ausschließlich von Nena selbst. Musik und Text zum Titel You Don’t Have to Cry stammen von ihrem damaligen Hairstylisten und Bühnenbildner, dem Berliner Szene-Friseur Jonny Pazzo. Die Aufnahmen wurden im Berliner Spliff Studio produziert, in dem bereits mehrere Nena-Alben entstanden waren. Abgemischt wurde es auf Barbados in Eddy Grants Blue Wave Studio. Enthalten sind die beiden Single-Auskopplungen Bongo Girl und Manchmal ist ein Tag ein ganzes Leben. Wegen des ausbleibenden kommerziellen Erfolges wurde der Plattenvertrag mit Epic Records nicht verlängert.
Nena über das Album: „Der Reggae auf dieser Platte ist dort [Barbados] entstanden. Eddy himself hatte großen Spaß an dem Stück.“

## Rezeption
Alan Severa hat das Album für Allmusic mit drei von fünf Sternen rezensiert und bescheinigt ihm ein deutliches Gefühl von Sommerurlaub („the distinct feeling of a summer holiday album“). Er hebt das Titelstück mit seinem afrikanischen Gesang und der lateinamerikanischen Perkussion hervor, bemerkt aber auch einen Mangel an Originalität („lacking in originality“) des Albums.

## Titelliste
| #   | Titel                                 | Länge |
| --- | ------------------------------------- | ----- |
| 1.  | Manchmal ist ein Tag ein ganzes Leben | 4:02  |
| 2.  | Was dann                              | 3:09  |
| 3.  | Ich kann nich’ mehr                   | 3:44  |
| 4.  | Mach dir keine Sorgen                 | 4:50  |
| 5.  | Ohne Ende                             | 3:21  |
| 6.  | Alles viel zu schön                   | 2:56  |
| 7.  | Was immer du tust                     | 3:59  |
| 8.  | Conversation                          | 4:17  |
| 9.  | Bongo Girl                            | 3:47  |
| 10. | You Don’t Have to Cry                 | 4:09  |
| 11. | Mein König                            | 4:05  |
| 12. | Keine Lügen mehr                      | 4:13  |
| 13. | Weit über den Ozean                   | 4:04  |
| 14. | Outro                                 | 1:47  |